# Andre Green (futbolista)
Andre Jay Green (Solihull, Inglaterra, 26 de julio de 1998) es un futbolista profesional británico que juega como delantero en el Panserraikos de la Superliga de Grecia.

## Trayectoria

### Aston Villa
Green se incorporó al Aston Villa a los nueve años y progresó en la academia. Debutó en el club y en la Premier League el 13 de marzo de 2016, ingresando desde el banquillo por Jordan Veretout en la derrota por 2-0 ante el Tottenham Hotspur. Con ello, se convirtió en el quinto jugador más joven en representar al club, solo por detrás de Jimmy Brown, Rushian Hepburn-Murphy, Gareth Barry y Jonathan Bewers.
Tras el descenso del Aston Villa, Green fue vinculado a un posible cambio de club en la Premier League, pero optó por firmar un nuevo contrato de tres años con los villanos en agosto de 2016. Green debutó en la liga con el club como local contra Preston en enero de 2017. Marcó su primer gol con el Aston Villa contra el Norwich City el 19 de agosto de 2017.

### Préstamo al Portsmouth
Tras luchar con una lesión que lo mantuvo fuera gran parte de la temporada 2017-18, Green tuvo dificultades para volver al primer equipo del Aston Villa y el 29 de agosto de 2018, firmó con el Portsmouth un préstamo de una temporada, pasando a jugar en la EFL League One. El 5 de enero de 2019, Green marcó su primer gol con el Portsmouth en un partido del EFL Trophy contra el Tottenham Hotspur sub-23 el 13 de noviembre de 2018. El 5 de enero de 2019, marcó un gol de última hora en el triunfo del Portsmouth por 1-0 sobre el Norwich City FC, líder del Campeonato EFL, en la tercera ronda de la FA Cup en Carrow Road.
El 17 de enero de 2019, Green retornó de su préstamo.

### Regreso al Aston Villa
En enero de 2019, Green volvió al Aston Villa. Su primer partido fue contra el Hull City en un empate 2-2. Green marcó el tercer gol en una asombrosa remontada contra el Sheffield United en el Villa Park.

### Préstamo al Preston North End
El 1 de agosto de 2019, Green se sumó al Preston North End, equipo del Championship  en un contrato a préstamo por una temporada. El 13 de agosto de 2019 marcó su primer gol para el club en su debut en el primer equipo contra el Bradford City en la Copa EFL.

## Selección nacional
Green ha representado a Inglaterra hasta la categoría sub-20.

## Estadísticas
Actualizadas al 28 de agosto de 2019
| Rendimiento de club    | Rendimiento de club | Rendimiento de club | Liga  | Liga  | Copa  | Copa  | League Cup | League Cup | Otro  | Otro  | Total | Total |
| Club                   | Temporada           | Liga                | Part. | Goles | Part. | Goles | Part.      | Goles      | Part. | Goles | Part. | Goles |
| ---------------------- | ------------------- | ------------------- | ----- | ----- | ----- | ----- | ---------- | ---------- | ----- | ----- | ----- | ----- |
| Aston Villa F.C.       | 2015–16             | Premier League      | 2     | 0     | 0     | 0     | 0          | 0          | —     | —     | 2     | 0     |
| Aston Villa F.C.       | 2016–17             | EFL Championship    | 14    | 0     | 1     | 0     | 1          | 0          | –     | –     | 16    | 0     |
| Aston Villa F.C.       | 2017–18             | EFL Championship    | 5     | 1     | 0     | 0     | 1          | 0          | 0     | 0     | 6     | 1     |
| Aston Villa F.C.       | 2018–19             | EFL Championship    | 18    | 1     | 0     | 0     | 1          | 0          | 3     | 0     | 22    | 1     |
| Portsmouth F.C.        | 2018–19 (cedido)    | EFL League One      | 6     | 1     | 2     | 2     | 0          | 0          | 4     | 2     | 12    | 5     |
| Preston North End F.C. | 2019–20 (cedido)    | EFL Championship    | 2     | 0     | 0     | 0     | 2          | 1          | 0     | 0     | 4     | 1     |
| Total de carrera       | Total de carrera    | Total de carrera    | 47    | 3     | 3     | 2     | 5          | 1          | 7     | 2     | 62    | 8     |

## Palmarés

### Títulos nacionales
| Título                  | Club                    | País       | Año  |
| ----------------------- | ----------------------- | ---------- | ---- |
| Superliga de Eslovaquia | Š. K. Slovan Bratislava | Eslovaquia | 2022 |
| Superliga de Eslovaquia | Š. K. Slovan Bratislava | Eslovaquia | 2023 |